# Šamaš (judaizam)
Šamaš ili šames je naziv za pomoćnog službenika koji u sinagogi održava čistoću i obavlja druge poslove. Šamaš je službenik Židovske općine, bet-dina (lokalnog suda) ili škole. Kada bi se ukazala potreba, oni su obavljali i dužnost predmolitelja i čitali Toru Toru. U mnogim mjestima, naročito u malim i siromašnim, koja nisu mogla plaćati vjeroučitelja, šamaš je poučavao djecu.

## Vanjske poveznice
Šamaš (Šames)